# 보디 샷 (1999년 영화)
《보디 샷》(Body Shots)은 미국에서 제작된 마이클 크리스토퍼 감독의 1999년 드라마 영화이다. 숀 패트릭 프레너리 등이 주연으로 출연하였고 해리 콜롬비 등이 제작에 참여하였다.

## 출연

### 주연
- 숀 패트릭 프레너리
- 제리 오코넬
- 아만다 피트
- 타라 레이드
- 론 리빙스턴
- 에밀리 프록터
- 브래드 로우

### 조연
- 조 배질
- 스콧 버크홀더
- 에드먼드 제니스트
- 애덤 고든
- 마크 힉스
- 래리 조슈아
- 애디너 포터
- 웬디 쉔커
- 닉 스파노

## 기타
- 미술: 데이빗 J. 봄바
- 배역: 리비 골드스타인
- 배역: 주니 로우리-존슨